# Šúrovce
Šúrovce es un municipio del distrito de Trnava en la región de Trnava, Eslovaquia, con una población estimada a final del año 2024 de 2245 habitantes.
Se encuentra ubicado en el centro de la región, cerca del río Váh (cuenca hidrográfica del Danubio) y de la frontera con la región de Bratislava.

## Demografía
| Año        | 1994 | 2004    | 2014    | 2024    |
| ---------- | ---- | ------- | ------- | ------- |
| Población  | 2163 | 2213    | 2329    | 2245    |
| Diferencia |      | +2,31 % | +5,24 % | −3,60 % |

| Año        | 2023 | 2024    |
| ---------- | ---- | ------- |
| Población  | 2225 | 2245    |
| Diferencia |      | +0,89 % |